# Magnum (TV-serie)
Magnum (originaltitel: Magnum, P. I.) är en amerikansk TV-serie som sändes 1980–1988. Den är skapad av Donald P. Bellisario och Glen A. Larson, och i rollerna syns Tom Selleck och John Hillerman med flera. Serien fick svensk tv-premiär 1982.
P. I. är en förkortning för private investigator, vilket är engelska för privatdetektiv.

## Handling
Thomas Sullivan Magnum är en Vietnamveteran som har sadlat om till säkerhetsansvarig på "Robins Nest", författaren Robin Masters gods på Hawaii. Tiden ägnas dock mest till att som privatdeckare lösa fall och däremellan njuta av livsstilen på Hawaii.
Till fastighetsförvaltarens, Major Domus, "Jonathan Quale Higgins" stora förtret lånar Magnum ofta Masters Ferrari och tar för sig av det fina i vinkällaren.
Med på Hawaii finns också de båda vännerna T. C. och Rick som han träffade under sin tjänstgöring i Vietnam. Med hjälp av Ricks kontakter i undre världen där "Ice-Pick" är en framträdande karaktär och T.C.:s firma Island Hoppers, en firma som chartrar runt turister med helikopter, löser Magnum fall efter fall.

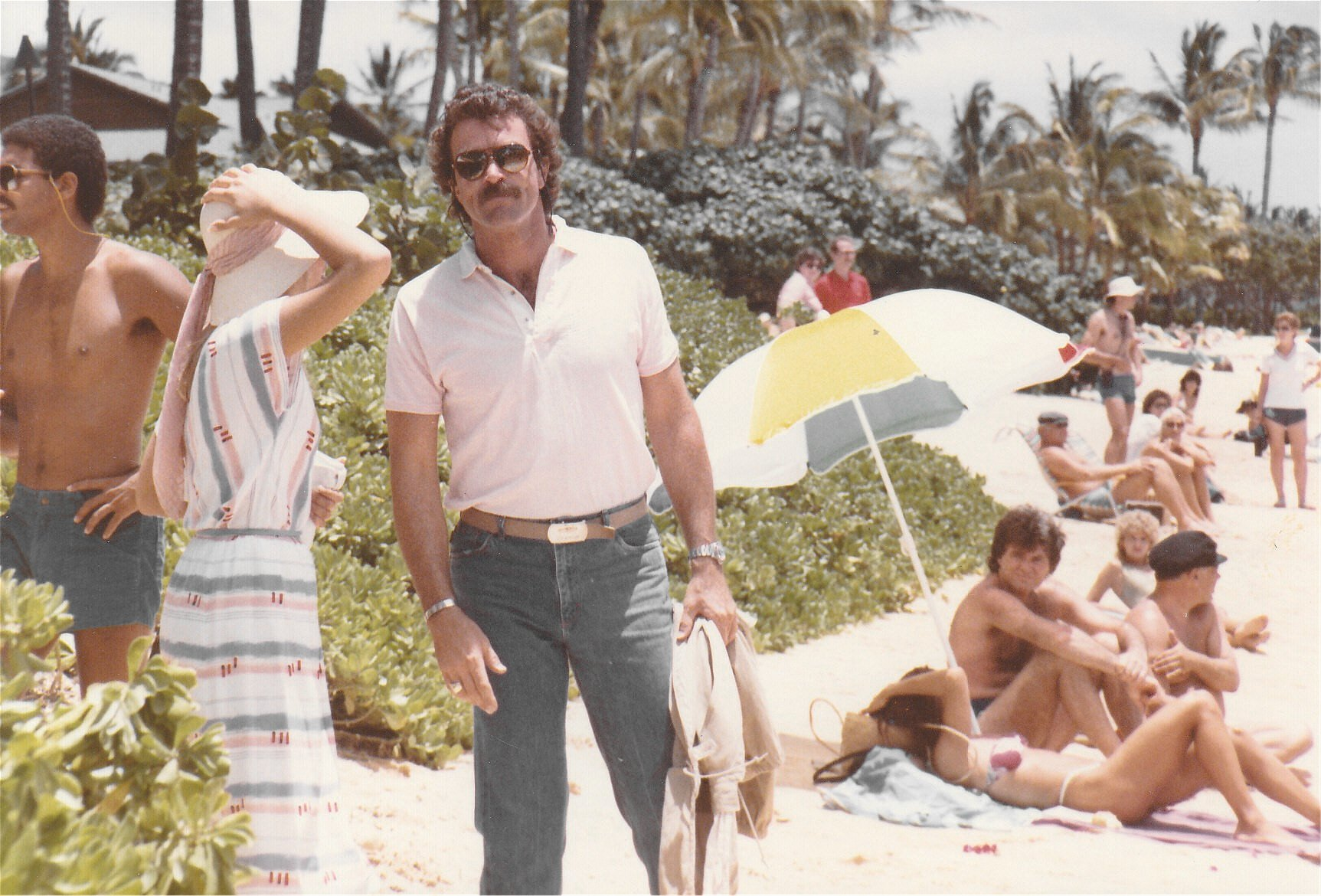
Tom Selleck under en inspelning av Magnum P.I

## Skådespelare (i urval)
| Tom Selleck     | – Thomas Sullivan Magnum IV   |
| Roger E. Mosley | – Theodore "T.C." Calvin      |
| Larry Manetti   | – Rick Wright                 |
| John Hillerman  | – Jonathan Quayle Higgins III |

### Berömda gästspelare
Berömda gästspelare i serien var bland andra Frank Sinatra, Michelle Pfeiffer och Angela Lansbury. I Magnum P.I. introducerades även figurerna till deckarserien "Simon & Simon".

## Säsonger
- Säsong 1
- Säsong 2
- Säsong 3
- Säsong 4
- Säsong 5
- Säsong 6
- Säsong 7
- Säsong 8

## Om serien
- Första säsongen hade en annan signaturmelodi än den som användes i resterande säsonger. Signaturmelodin ändrades mitt i säsong 1 till den som sedan kom att användas resterande säsonger. Kompositörer till den senare är Mike Post och Pete Carpenter som gjort många andra signaturmelodier, som exempelvis Rockford tar över, Simon & Simon och Riptide är några exempel.
- Bandet The Strokes använde i sin video till låten Someday ett klipp ur Magnumvinjetten där Magnum gör en burnout med sin Ferrari.
- Trots att Robin Masters röst gjordes av Orson Welles, levererades i diverse avsnitt intrycket av att Higgins i själva verket var Robin Masters Alter Ego.
- Med Google Earth kan man se "Robin Masters gods" på koordinaterna 21 19 29,77N 157 40 47,42W och man känner igen det från serien.

## TV och hemvideo

### TV
Magnum visades i Sverige i SVT med början 19 juni 1982, den har senare även visats på Kanal 5, TV3, TV6 och TV4 Guld.

### Hemvideo
Nedan visas utgivningsplanen för Magnum på DVD. Observera att denna utgivningsplan endast är preliminär och kan när som helst ändras från filmbolagets sida.
| DVD-namn                            | Region 1         | Region 2          | Region 2, svensk utgåva |
| ----------------------------------- | ---------------- | ----------------- | ----------------------- |
| Magnum (säsong 1)                   | 7 september 2004 | 13 september 2004 | 24 november 2004        |
| Magnum (säsong 2)                   | 12 april 2005    | 4 juli 2005       | 26 oktober 2005         |
| Magnum (säsong 3)                   | 31 januari 2006  | 30 januari 2006   | 30 juli 2008            |
| Magnum (säsong 4)                   | 4 april 2006     | 26 juni 2006      | 18 februari 2009        |
| Magnum (säsong 5)                   | 10 oktober 2006  | 12 februari 2007  | 29 juli 2009            |
| Magnum (säsong 6)                   | 27 februari 2007 | 7 maj 2007        | –                       |
| Magnum (säsong 7)                   | 30 oktober 2007  | 31 mars 2008      | –                       |
| Magnum (säsong 8), The final season | 4 mars 2008      | 19 maj 2008       | –                       |

### Fotnoter
1. ↑  Vincent Terrace, ”5658 Magnum, P. I.”, Encyclopedia of Television Shows, 1925 through 2010, McFarland & Company, 30 oktober 2011, ISBN 978-0-7864-6477-7.[källa från Wikidata]
2. 1 2   SVT , 1982-06-19, Svensk mediedatabas /smdb.kb.se (läst 13 augusti 2024)